# Vólnoie (Xepsi)
|  | Per a altres significats, vegeu «Vólnoie». |

Vólnoie - Вольное (rus) - és un poble del krai de Krasnodar, a Rússia. Es troba als vessants del Caucas occidental, a la desembocadura del riu Volni a la vora nord-oriental de la mar Negra. És a 3 km al sud-est de Tuapsé i a 108 km al sud de Krasnodar.
Pertany al poble de Xepsi.